# Marcelle Tascher de la Pagerie
 (octobre 2016).
Marcelle Tascher de la Pagerie, née Marie Marcelle Adèle Clary (Marseille, vers 1792 - Dammartin-en-Goële, 23 avril 1866), fut dame d’honneur de la reine Désirée Clary de 1823 à 1829.

## Biographie
Fille d'Étienne-Francois Clary (1757-1823) et de Catherine-Marguerite-Marseille Guey (d. 1804), elle épousa Jean-Henri Robert Tascher de La Pagerie (d. 1816).

## Sources
- Lindwall, Lilly: Desideria. Bernadotternas anmoder. Stockholm. Åhlén och Åkerlunds Förlag A.-B. (1919)
- Desideria, Svenskt biografiskt lexikon (SBL)